# Friedrich Schröder
Friedrich Schröder var en tysk målare, verksam i Sverige på 1740-talet .
Schröder fick troligen sin utbildning av någon konstnär från Scheffel och bland hans bevarade arbeten i Sverige märks porträttet av Hedvig Leijoncrona som målades 1745.